# Casa Orest Tafrali din Iași
Casa Orest Tafrali este un monument istoric aflat pe teritoriul municipiului Iași.